# Atherstone
Atherstone è un paese di 8 293 abitanti della contea del Warwickshire, in Inghilterra.
Vi è nato il calciatore Johnny Schofield.